# Campeonato Italiano de Rugby 1994-95
El Campeonato de Rugby de Italia de 1994-95 fue la sexagésimo quinta edición de la primera división del rugby de Italia.

## Sistema de disputa
El torneo se desarrolló en dos etapas, una fase regular en la cual los equipos disputaron encuentros en condición de local y de visitante frente a cada uno de sus rivales.
Luego se disputó una etapa de eliminación directa, en la cual los primeros cuatro equipos de la fase regular clasifican a la postemporada, mientras que el campeón de la Serie B clasifica ocupando el lugar restante.
El último equipo directamente a la Serie B.

## Desarrollo
- Tabla de posiciones:[1]

| Pos. | Equipo             | Encuentros | Encuentros | Encuentros | Encuentros | Tantos | Tantos | Tantos | Puntos |
| Pos. | Equipo             | PJ         | PG         | PE         | PP         | F      | C      | Dif    | Puntos |
| ---- | ------------------ | ---------- | ---------- | ---------- | ---------- | ------ | ------ | ------ | ------ |
| 1.º  | Milan              | 18         | 16         | 2          | 0          | 763    | 321    | +442   | 34     |
| 2.º  | Benetton Treviso   | 18         | 13         | 3          | 2          | 616    | 278    | +338   | 29     |
| 3.º  | Rugby Roma Olimpic | 18         | 12         | 0          | 6          | 537    | 394    | +143   | 24     |
| 4.º  | L'Aquila Rugby     | 18         | 8          | 2          | 8          | 430    | 463    | -33    | 18     |
| 5.º  | Petrarca Padova    | 18         | 8          | 1          | 9          | 383    | 385    | -2     | 17     |
| 6.º  | San Donà           | 18         | 7          | 1          | 10         | 363    | 420    | -57    | 15     |
| 7.º  | Rugby Rovigo       | 18         | 7          | 1          | 10         | 344    | 467    | -123   | 15     |
| 8.º  | Mirano             | 18         | 6          | 0          | 12         | 354    | 535    | -181   | 12     |
| 9.º  | Amatori Catania    | 18         | 4          | 0          | 14         | 368    | 554    | -186   | 8      |
| 10.º | Bologna Rugby      | 18         | 4          | 0          | 14         | 388    | 720    | -332   | 8      |

|  | Clasificado a postemporada. |
|  | Descendido a la Serie B.    |

### Pre-clasificación
|  | L'Aquila Rugby | 49 - 30 | Piacenza |  |  |

### Semifinales
| Equipo 1         | Equipo 2           | Ida   | Vuelta |
| ---------------- | ------------------ | ----- | ------ |
| Milan            | L'Aquila Rugby     | 31-22 | 69-8   |
| Benetton Treviso | Rugby Roma Olimpic | 59-6  | 17-19  |

### Final
| 8 de abril de 1995 | Milan | 27 - 15 | Benetton Treviso |  |  |

| Bandera de Italia     |
| Campeón Milan         |
| Décimo séptimo título |